# WIPO Lex
WIPO Lex — онлайн база данных, включающая национальное законодательство и международные договоры в сфере интеллектуальной собственности. 
Обновление и поддержка базы осуществляется Всемирной организацией интеллектуальной собственности.
База содержит национальное законодательство государств — членов ВОИС, ВТО и ООН. В 2014 году база включала нормативные акты 196 стран и суммарно насчитывала более 13 тысяч документов.
WIPO Lex охватывает также международные договоры относящиеся к интеллектуальной собственности. В частности, база включает все международные договоры, администрируемые ВОИС.
База данных является источником правовых актов и информации о глобальной системе интеллектуальной собственности в университетах и библиотеках по всему миру.